# From Dust
From Dust es un videojuego de simulación de dios del diseñador de videojuegos Éric Chahi Fue anunciado en la Electronic Entertainment Expo 2010 bajo el nombre Project Dust, e indicando que era el "sucesor espiritual" de Populous. Está disponible mediante descarga para Microsoft Windows, Xbox Live Arcade y PlayStation Network.
En From Dust, el jugador ocupa el rol de un dios que debe controlar una isla y proteger a sus habitantes, pudiendo crear o trasladar arena, lava, agua y la vegetación del lugar. El jugador también puede combatir desastres naturales, y, si así lo hace, puede ganar nuevos poderes.

## Ubisoft y el DRM
Tras las quejas de varios usuarios luego del lanzamiento de la versión para PC de From Dust, que incluía un sistema de protección antipiratería que exigía estar constantemente conectado a Internet para jugar, Ubisoft publicó un parche para la versión de Steam que eliminó esta protección, permitiendo así a los jugadores usar el juego sin estar conectados a la red. Además, este parche permite a los jugadores guardar sus partidas en sus discos duros, y no solo en los servidores de Ubisoft.